# Sergueï Mokritski
Sergueï Mokritski, (en russe : Сергей Евгеньевич Мокрицкий) né le 18 février 1961 à Polianovka (uk), est un réalisateur, scénariste et directeur de la photographie russe.

## Biographie
SergueÏ Mokritski est né le 18 février 1961 à Polianovka (uk) un village  dans l'oblast de Jitomir, RSS Ukraine, raïon de Novohrad-Volynsky en URSS (actuellement en Ukraine).
En 1991 Mokritski termine ses études à l'Institut national de la cinématographie (sa maîtrise est réalisée avec Aleksandr Galperine). Il travaille ensuite aux studios Mosfilm et au Studio d'Odessa. De 1997 à 2002, il est chef opérateur pour la série TV de satire politique Les poupées (en) (NTV).
En  2000 ensemble avec Kirill Serebrennikov, I. Malkine, А. Martchenko  il participe à l'organisation du studio de cinéma Tchek-film.
En 2015, il réalise Résistance qui retrace le parcours de Lioudmila Pavlitchenko, tireuse d'élite soviétique qui se distingua notamment lors de la bataille de Sébastopol.
Sergueï Mokritskiy est professeur à l'École du nouveau cinéma de Moscou créée en 2012.
En novembre 2018, son film Le Brouillon (Tchernovik) est présenté à Paris dans le cadre de la 16e semaine du nouveau cinéma russe.

## Filmographie partielle

### Réalisateur
- 2007 : Unité spéciale (série)
- 2008 : Quatre âge de l'amour (Chetyre vozrasta lyubvi) (Четырe возраста любви)
- 2009 : Churchill (série)|Churchill
- 2012 : La Journée d'un prof (ru) (День учителя, Den uchitelya)[2]
- 2015 : Résistance (Битва за Севастополь, Bitva za Sevastopol)
- 2016 : Je suis un professeur (Я учитель, Ya outchitel)
- 2018 : Le Gardien des mondes (Черновик, Tchernovik)
- 2022 : Premier Oscar (Первый Оскар, Pervyi Oscar)

### Directeur de la photographie
| Année | Film                                          | Réalisateur                           |
| ----- | --------------------------------------------- | ------------------------------------- |
| 1993  | L'odeur de l'automne                          | Viktor Nozrioukhine-Zabolotny         |
| 1997  | Tout ce dont nous rêvions depuis si longtemps | Roudolf Frountov                      |
| 1998  | Popes                                         | Lioudmila Oulanova, Valéri Zalotoukha |
| 1998  | Chœur de filles                               | Liodmila Oulanova                     |
| 2001  | Rostov-papa                                   | Kirill Serebrennikov                  |
| 2002  | Journal du tueur                              | Kirill Serebrennikov                  |
| 2004  | Daiazet (série)                               | Andreï Tchiornik, Nikolaï Stamboula   |
| 2004  | Chauffeur de taxi                             | Olga Mouzaliova                       |
| 2005  | Parallèles voxaux                             | Roustam Khamdamov                     |
| 2005  | Déesse primitive                              | Sergueï Popov, Vladimir Kraïnev       |
| 2005  | Chasseur d'icônes                             | Sergueï Popov                         |
| 2006  | Sdvig                                         | Anna Keltchevskaïa                    |
| 2006  | Jouer les victimes                            | Kirill Serebrennikov                  |
| 2008  | L'Autobus                                     | Vladimir Nakhabtsev                   |
| 2008  | En contact avec des camarades de classe       | Kirill Vassilev                       |
| 2010  | Les Diamants. Vol                             | Roustam Khamdamov                     |
| 2011  | Mon père Barychnikov                          | Dmitri Povolodski, Marc Drougoï       |
| 2011  | Kvest                                         | Sergueï Podzolkov                     |
| 2012  | Loin de la guerre                             | Olga Mouzaliova                       |
| 2012  | Sans témoins (série TV)                       | Ilia Malkine                          |
| 2016  | Je suis un professeur                         | Sergueï Mokritski                     |

### Scénariste
- 2012 : La Journée d'un prof
- 2015 : Résistance
- 2014 : Sex, Coffee, Cigarettes
- 2016 : Je suis un Professeur (Я учитель)
- 2018 : Le Brouillon

## Distinctions
- Prix de la fédération de Russie de la communauté juive 2015/Премия Федерации еврейских общин России «Скрипач на крыше» — 2015 год.
- Prix du gouvernement de la fédération de Russie de la culture  en 2016 [3]
- Prix de la ville de Moscou